# Хорвати в Австрії
Хорвати в Австрії (хорв. Hrvati u Austriji) — національна меншина в Австрії, історія якої налічує п'ять століть. Має статус автохтонної. Складається з бургенландських хорватів, які переселилися в Австрію у XVI сторіччі, та хорватів, які масово іммігрували в цю країну з Хорватії та Боснії і Герцеговини від середини ХХ століття. За даними Федерального статистичного управління, станом на 1 січня 2020 року в Австрії проживало 73 328 осіб із хорватським громадянством. Згідно з даними бюро душпастирської опіки хорватів в Австрії, у цій країні проживає близько 140 000 хорватів, чимало з яких втратили хорватське громадянство, взявши австрійське.

## Історія
Є численні сліди, що свідчать про багатовікову присутність хорватів в Австрії. На нинішній території Австрійської Республіки хорвати вперше згадуються в XI ст. З XIII ст. завдяки хорватським ученим, дипломатам, дворянам і військовикам, які залишили глибокі сліди в політиці, науці, музиці та культурі, можна і зараз простежити історію хорватів в Австрії.

### Імміграція
У XVI столітті в Австрію, тікаючи від турків, прибула велика кількість хорватських емігрантів першої хвилі: вихідці з Боснії, Ліки і Славонії заселили порубіжні землі між Австрією, Угорщиною та Словаччиною, які нині утворюють територію австрійської федеральної землі Бургенланд. У 1960—1970-х роках в Австрію прибула друга хвиля хорватських переселенців, а на початку Вітчизняної війни — третя, наймасовіша хвиля, яку складали переважно хорвати з Боснії та Герцеговини.

## Чисельність хорватів в Австрії
За даними Федерального статистичного управління, станом на 1 січня 2017 року в Австрії проживало 73 328 хорватів із хорватським громадянством . Згідно з даними бюро душпастирської опіки хорватів в Австрії, у цій країні проживає близько 140 000 хорватів, З яких близько 30 000 становлять бургенландські хорвати, а решта хорватів — це іммігранти від середини XX століття. Багато хорватів, узявши австрійське громадянство, залишилися без хорватського з огляду на дуже суворий австрійський закон про громадянство, який майже ніколи не допускає подвійного громадянства, тому хорвати, приймаючи австрійське громадянство, щоб набути певних прав у цій країні, змушені відмовитися від свого хорватського громадянства. Підраховано, що аж 50% нинішніх хорватів Австрії таким чином позбулися хорватського громадянства. 

### Хорвати Відня
У столиці Австрії проживає більш ніж третина австрійських хорватів. Хорватські католицькі місії зазначають, що 2015 року у Відні засвідчено близько 47 тис. хорватів.

## Спілки

### Хорватські католицькі місії
Велику роль у збереженні хорватської самобутності відіграють бюро Хорватських католицьких місій в Австрії, розташовані у Відні, Санкт-Пельтені, Лінці, Зальцбурзі, Інсбруку, Фельдкірху, Граці та Клагенфурті. Хорватські католицькі місії в Австрії є осереддям духовного життя австрійських хорватів.

### Хорватськіасоціації
Хорватські культурні асоціації, що діють в Австрії, плекають хорватську мову, традиції та звичаї.

## ЗМІ
Одним із найвідоміших інформаційних порталів хорватів в Австрії є kroativ.at, який щоденно повідомляє про діяльність хорватської громади у Відні та Австрії в цілому. Мають власні сайти і деякі відділення Хорватських католицьких місій та культурні спілки хорватів в Австрії.

## Спорт
В Австрії діє багато хорватських спортивних клубів, серед яких найбільше футбольних клубів, куди входить найбільша частка хорватських спортсменів в Австрії. Діячі спорту хорватського походження залишили помітний слід в австрійському спорті, вносячи великий вклад в успіхи австрійських спортивних клубів і команд.
Відомі спортсмени хорватського походження в Австрії:
- футболісти: Івиця Вастич, Кая Рогуль
- футбольні тренери: Ненад Б'єлиця, Отто Барич
- плавці: Мірна Юкич, Дінко Юкич, Александер Рончевич

### Хорватська футбольна ліга Відня
Хорватська футбольна ліга Відня — щорічні змагання хорватських футбольних клубів із Відня. У лізі десять клубів. Чемпіон і володар Кубка Хорватської футбольної ліги Відня в сезоні 2012/13 — віденська команда «HKŠD Ravne-Brčko«»».